# The Nation's Peril (film 1915)
The Nation's Peril è un film muto del 1915 scritto e diretto da George Terwilliger.

## Produzione
Il film fu prodotto dalla Lubin Manufacturing Company.

## Distribuzione
Distribuito dalla General Film Company, il film uscì nelle sale statunitensi il 22 novembre 1915.